# K-560 Severodvinsk
Severodvinsk (rusko Северодвинск) je jedrska podmornica z manevrirnimi raketami razreda Jasen Ruske vojne mornarice. Poimenovana je po Severodvinsku. Njen gredelj je bil položen 21. decembra 1993, splavljena je bila 15. junija 2010, v uporabo pa je bila predana 30. decembra 2013. Projekt je razvil konstruktorski biro Malahit, glavni konstruktor pa je bil Vladimir Nikolajevič Pjalov. Je prva podmornica razreda Jasen in je del 11. divizije podmornic Severne flote v Zaozjorsku.
Na začetku leta 2016 je postala operativna in v letih 2016 in 2017 je izvajala vaje z raketami 35-54 Kalibr. 4. oktobra 2021 je Severodvinsk izvedel dve poskusni izstrelitvi najnovejše hiperzvočne rakete Cirkon, po eno s površine in iz potopljenega položaja. Izstrelitvi sta bili izvedeni iz Belega v Barentsovo morje in sta bili uspešni.
Avgusta 2022 je Italijanska vojna mornarica odkrila Severodvinsk v Sredozemskem morju v potopljenem položaju med Sicilijo in Malto. Tako je postal prva ruska jedrska podmornica v Sredozemskem morju po odpravi podmornic Kursk in Tomsk leta 1999. Pred odpravo v Sredozemsko morje je iz Barentsovega morja odplul v Baltsko morje, kjer je sodeloval na tradicionalni paradi ob dnevu vojne mornarice.